# جون فيتزجيرالد (جندي)
جون فيتزجيرالد (بالإنجليزية: John Fitzgerald)‏ هو جندي أمريكي، (ولد في مقاطعة كوك في الولايات المتحدة 1817  م).